# Cuatro Días de Dunkerque

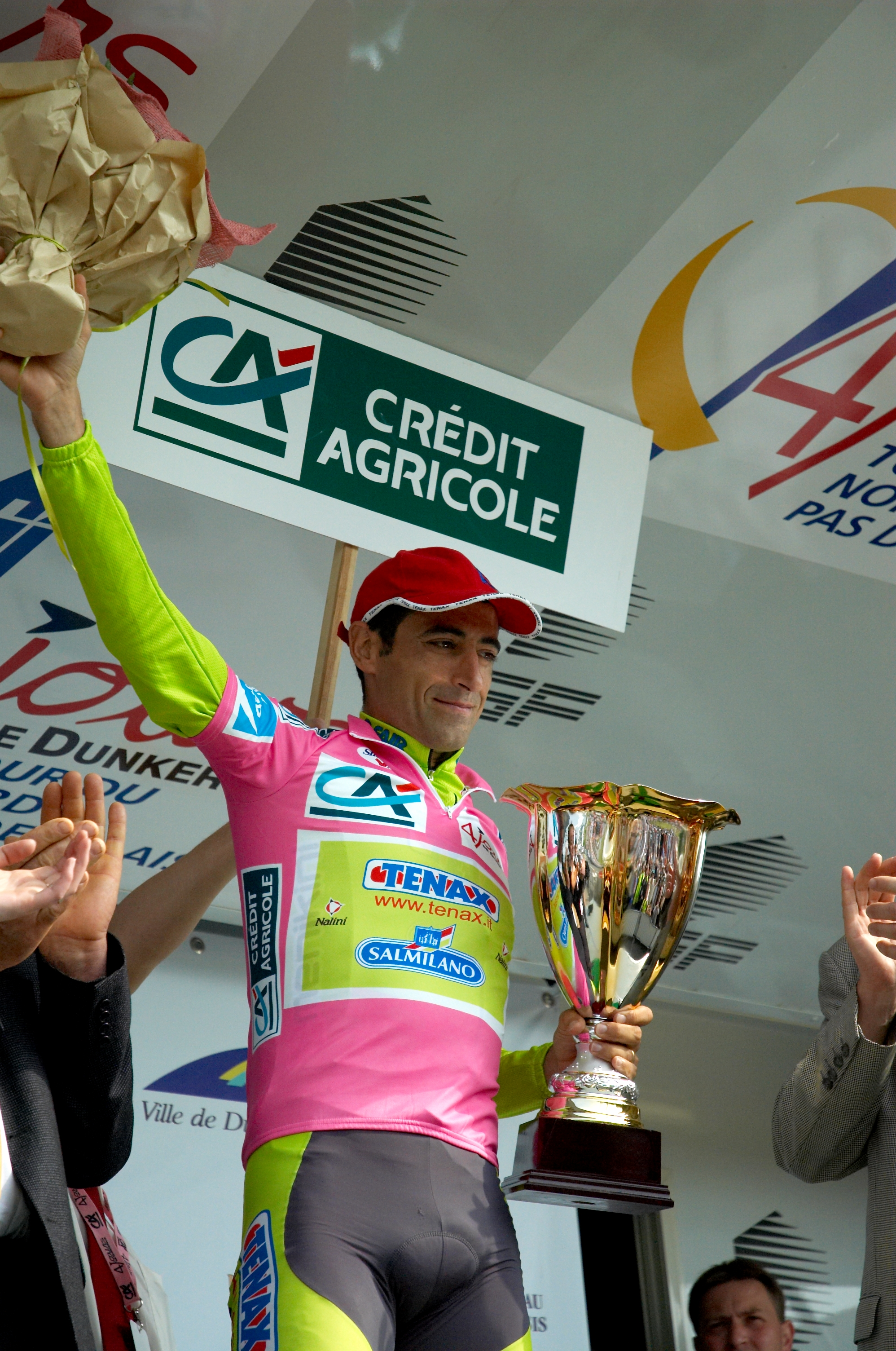
Roberto Petito vencedor de la edición de 2006.

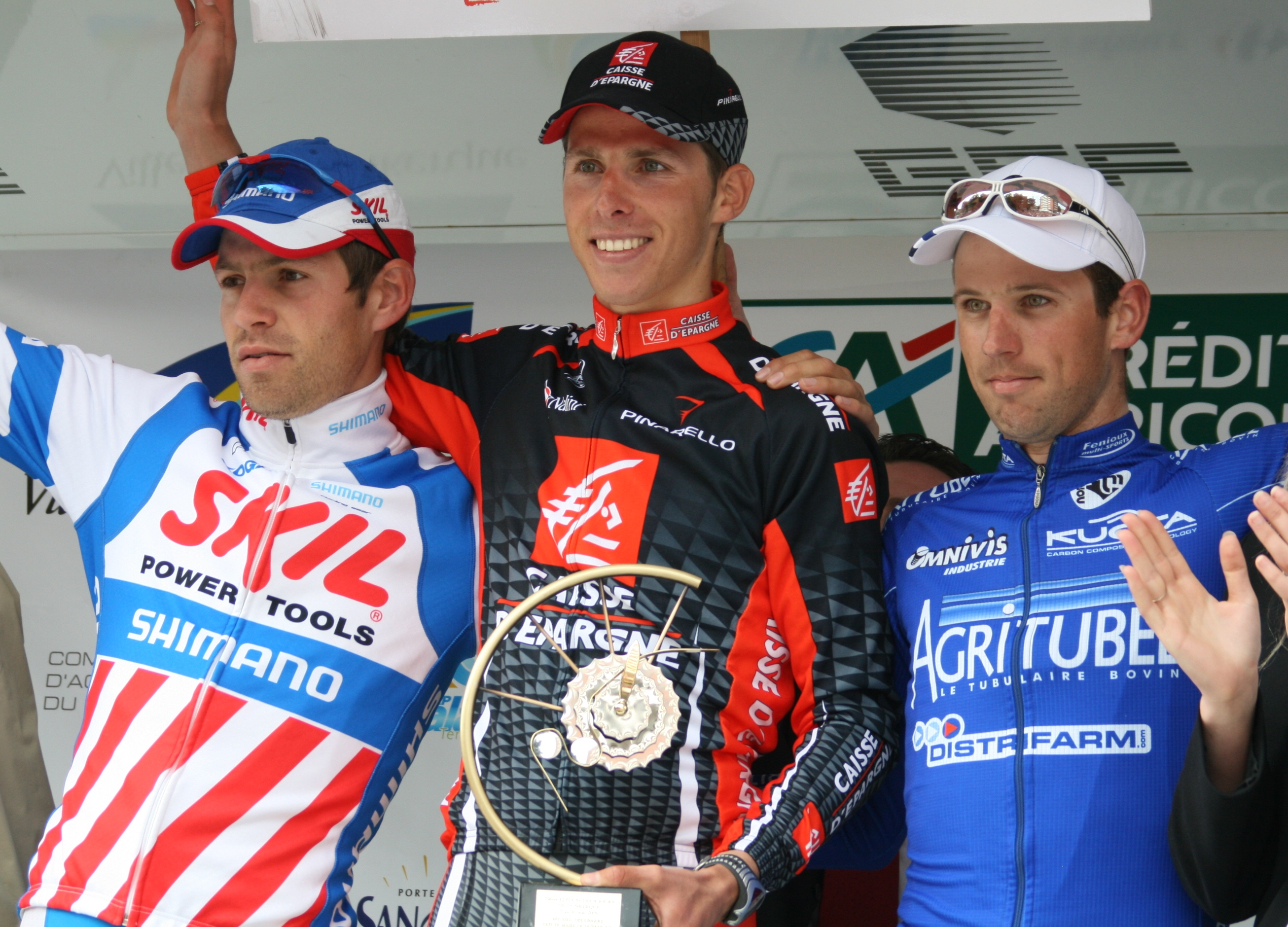
Pódium de la edición de 2009 de la carrera: a la izquierda Cyril Lemoine, en el centro el vencedor Rui Alberto Costa, a la izquierda David Le Lay.

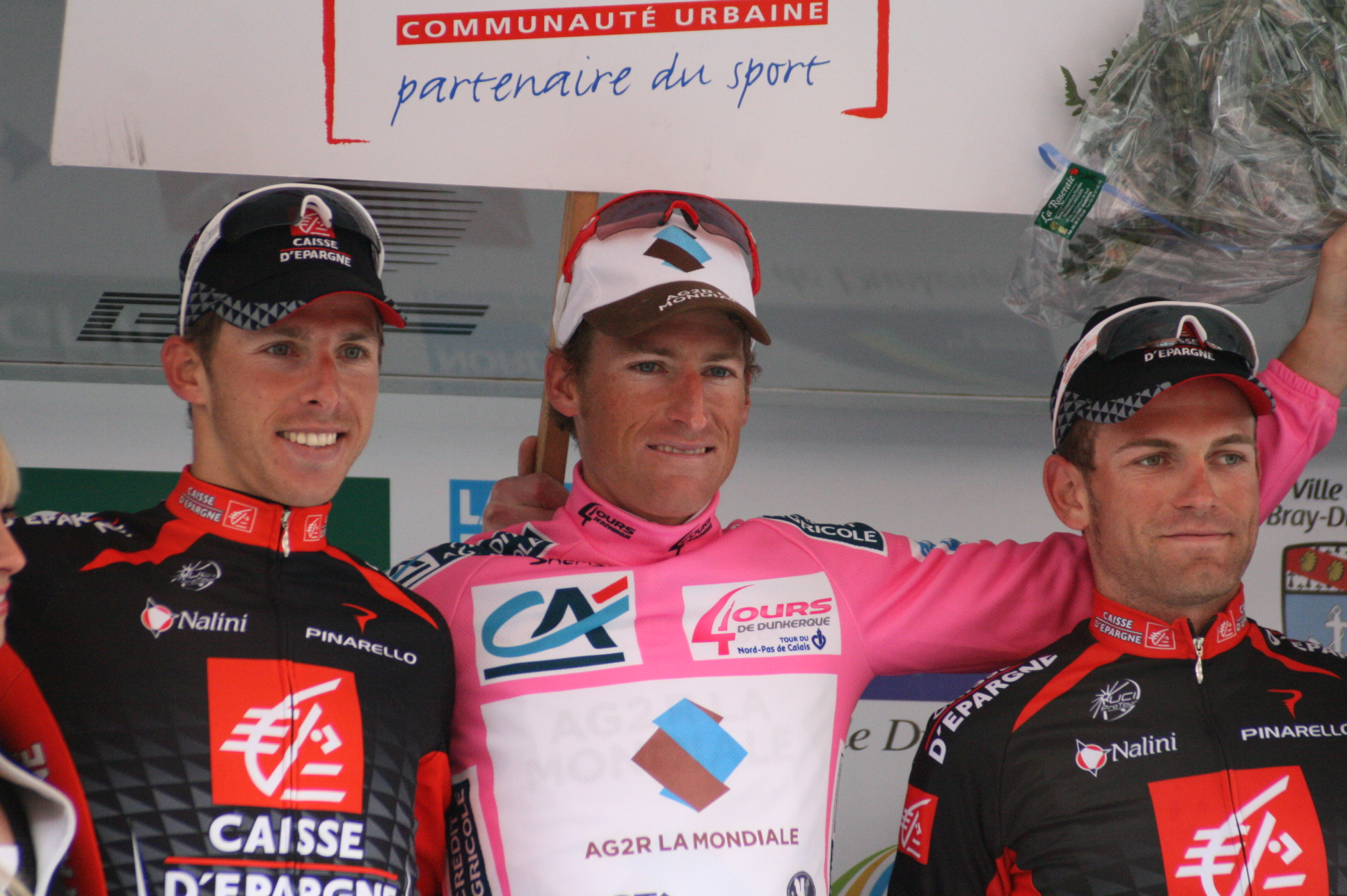
Pódium de la edición de 2010: Rui Costa (2.º), Martin Elmiger (1.º) y José Joaquín Rojas (3.º).

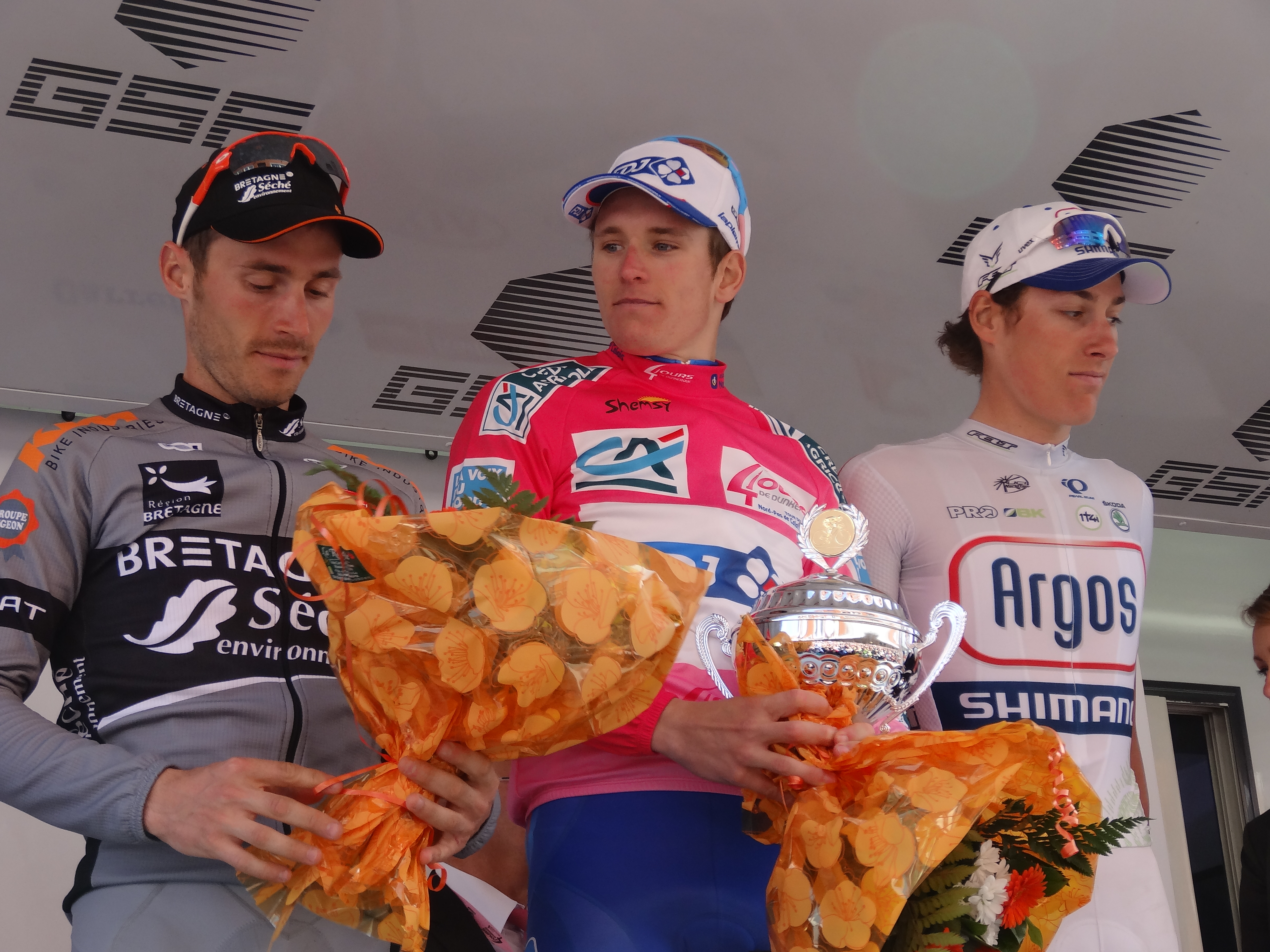
Pódium de la edición de 2013: Florian Vachon (2.º), Arnaud Démare (1.º) y Ramon Sinkeldam (3.º).

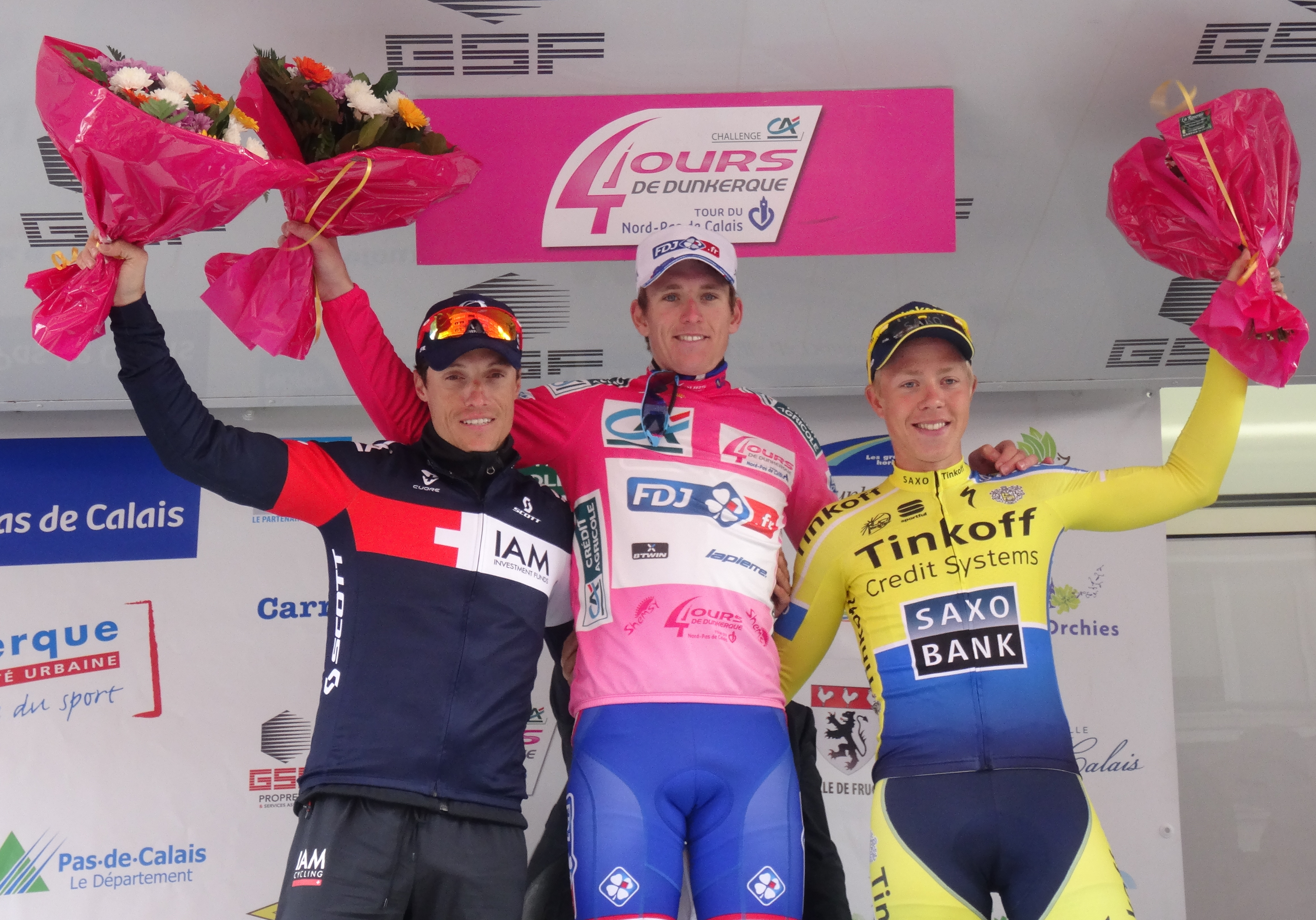
Pódium de la edición de 2014: Sylvain Chavanel (2.º), Arnaud Démare (1.º) y Michael Valgren (3.º).

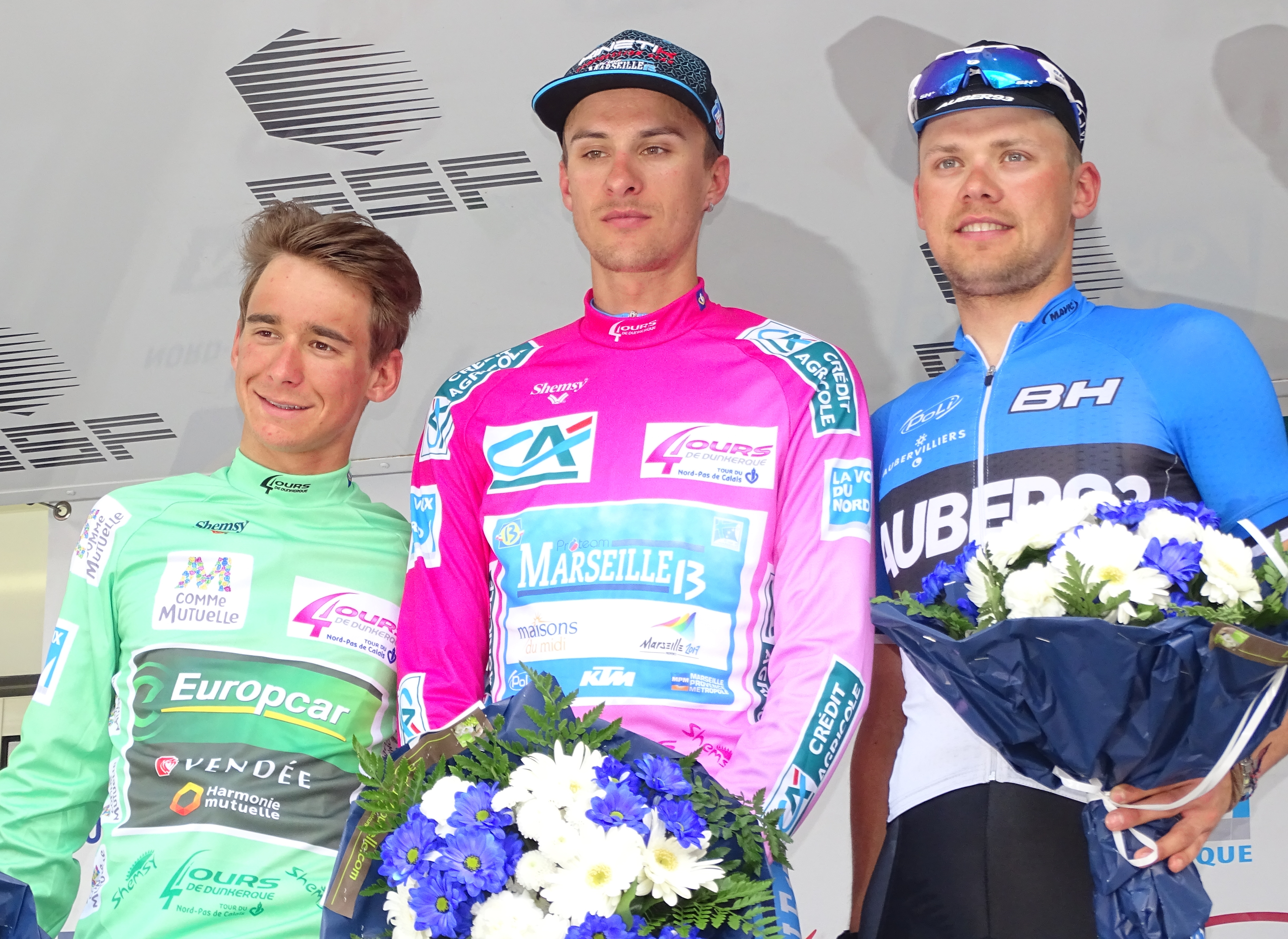
Pódium de la edición de 2015: Bryan Coquard (2.º), Ignatas Konovalovas (1.º) y Alo Jakin (3.º).

Los Cuatro Días de Dunkerque (oficialmente: Quatre Jours de Dunkerque - Grand Prix des Hauts de France) es una carrera ciclista por etapas que se disputa en el norte de Francia, en la región de Alta Francia, en la primera quincena del mes de mayo. A pesar de su nombre, se celebra a lo largo de entre cinco y seis días (fue llamada también "Cinco Días de Dunkerque" en sus inicios).
Se creó en 1955 y no sufrió ninguna interrupción hasta la pandemia de COVID-19. Ha estado catalogada con categoría 2.1. Desde la creación de los Circuitos Continentales UCI en 2005 formó parte del UCI Europe Tour, dentro de la categoría 2.HC (máxima categoría de estos circuitos). En 2020 pasó a formar parte del nuevo calendario UCI ProSeries, aunque la edición de ese año y el siguiente fueron canceladas.

## Palmarés
| Año  | Ganador                | Segundo                  | Tercero                 |           |
| ---- | ---------------------- | ------------------------ | ----------------------- | --------- |
| 1955 | Louis Déprez           | Roland Callebout         | Roger Callewaert        |           |
| 1956 | Jan Adriaensens        | Gilbert Desmet           | Albert Bouvet           |           |
| 1957 | Jef Planckaert         | Pierre Everaert          | Jean Stablinski         |           |
| 1958 | Jacques Anquetil       | Jean Brankart            | André Darrigade         |           |
| 1959 | Jacques Anquetil       | Joseph Morvan            | Frans Aerenhouts        |           |
| 1960 | Jef Planckaert         | Jean Stablinski          | Pierre Everaert         |           |
| 1961 | Albertus Geldermans    | Raymond Poulidor         | Pierre Beuffeuil        |           |
| 1962 | Joseph Groussard       | Jean-Baptiste Claes      | Piet Rentmeester        |           |
| 1963 | Jef Planckaert         | Hans Jünkermann          | André Messelis          |           |
| 1964 | Gilbert Desmet         | Yvo Molenaers            | Jos Huysmans            |           |
| 1965 | Gustaaf De Smet        | Pierre Everaert          | Arie den Hartog         |           |
| 1966 | Théo Mertens           | Jan Janssen              | Pierre Beuffeuil        |           |
| 1967 | Lucien Aimar           | Jean-Baptiste Claes      | Bernard Guyot           |           |
| 1968 | Jean Jourden           | Remi Van Vreckom         | Raymond Poulidor        |           |
| 1969 | Alain Vasseur          | Marinus Wagtmans         | Willy In 't Ven         |           |
| 1970 | Willy Van Neste        | Jean-Marie Leblanc       | Henri Heintz            |           |
| 1971 | Roger de Vlaeminck     | Willy Van Malderghem     | Jürgen Tschan           |           |
| 1972 | Yves Hézard            | Luis Ocaña               | Ferdinand Bracke        |           |
| 1973 | Freddy Maertens        | Frans Verbeeck           | Joop Zoetemelk          |           |
| 1974 | Walter Godefroot       | Michael Wright           | Freddy Maertens         |           |
| 1975 | Freddy Maertens        | Jean-Pierre Danguillaume | Bernard Thévenet        |           |
| 1976 | Freddy Maertens        | Jean-Pierre Danguillaume | Roger Legeay            |           |
| 1977 | Gerrie Knetemann       | Joseph Jacobs            | Jean-Luc Vandenbroucke  |           |
| 1978 | Freddy Maertens        | Jean-Pierre Danguillaume | Gerrie Knetemann        |           |
| 1979 | Daniel Willems         | Bert Oosterbosch         | Jean-Luc Vandenbroucke  |           |
| 1980 | Jean-Luc Vandenbroucke | Hubert Linard            | Joaquim Agostinho       |           |
| 1981 | Bert Oosterbosch       | Sean Kelly               | Jacques Bossis          |           |
| 1982 | Frank Hoste            | Ferdi van den Haute      | Stephen Roche           |           |
| 1983 | Léo van Vliet          | Paul Sherwen             | William Tackaert        |           |
| 1984 | Bernard Hinault        | Jean-Luc Vandenbroucke   | Bruno Cornillet         |           |
| 1985 | Jean-Luc Vandenbroucke | Bruno Wojtinek           | Rudy Matthijs           |           |
| 1986 | Dirk De Wolf           | Régis Simon              | Gilbert Duclos-Lassalle |           |
| 1987 | Herman Frison          | Patrice Esnault          | Charly Mottet           |           |
| 1988 | Pascal Poisson         | Charly Mottet            | Eric Vanderaerden       |           |
| 1989 | Charly Mottet          | Thierry Marie            | Stephen Roche           |           |
| 1990 | Stephen Roche          | François Lemarchand      | Thierry Marie           |           |
| 1991 | Charly Mottet          | Laurent Jalabert         | Johan Museeuw           |           |
| 1992 | Olaf Ludwig            | Frans Maassen            | Viacheslav Yekímov      |           |
| 1993 | Laurent Desbiens       | Viacheslav Yekímov       | Eddy Seigneur           |           |
| 1994 | Eddy Seigneur          | Olaf Ludwig              | Andréi Chmil            |           |
| 1995 | Johan Museeuw          | François Simon           | Erik Zabel              |           |
| 1996 | Philippe Gaumont       | Thierry Laurent          | Olaf Ludwig             |           |
| 1997 | Johan Museeuw          | Frank Vandenbroucke      | Daniele Contrini        |           |
| 1998 | Alekszandr Vinokurov   | Artūras Kasputis         | Yevgueni Berzin         |           |
| 1999 | Michael Sandstød       | Enrico Cassani           | Christian Vande Velde   |           |
| 2000 | Martin Rittsel         | Artūras Kasputis         | Robert Hunter           |           |
| 2001 | Didier Rous            | Laurent Jalabert         | Stéphane Heulot         |           |
| 2002 | Sylvain Chavanel       | Didier Rous              | Laurent Brochard        |           |
| 2003 | Christophe Moreau      | Didier Rous              | Laurent Brochard        |           |
| 2004 | Sylvain Chavanel       | Laurent Brochard         | Didier Rous             |           |
| 2005 | Pierrick Fédrigo       | Vladímir Yefimkin        | Christophe Moreau       |           |
| 2006 | Roberto Petito         | Stéphane Pétilleau       | Didier Rous             |           |
| 2007 | Matthieu Ladagnous     | Laurent Lefèvre          | Dominique Cornu         |           |
| 2008 | Stéphane Augé          | Clément Lhotellerie      | Pierrick Fédrigo        |           |
| 2009 | Rui Alberto Costa      | David Le Lay             | Cyril Lemoine           |           |
| 2010 | Martin Elmiger         | Rui Alberto Costa        | José Joaquín Rojas      |           |
| 2011 | Thomas Voeckler        | Laurent Pichon           | Zdeněk Štybar           |           |
| 2012 | Jimmy Engoulvent       | Zdeněk Štybar            | John Degenkolb          |           |
| 2013 | Arnaud Démare          | Florian Vachon           | Ramon Sinkeldam         |           |
| 2014 | Arnaud Démare          | Sylvain Chavanel         | Michael Valgren         |           |
| 2015 | Ignatas Konovalovas    | Bryan Coquard            | Alo Jakin               |           |
| 2016 | Bryan Coquard          | Marco Frapporti          | Xandro Meurisse         |           |
| 2017 | Clément Venturini      | Sander Armée             | Oliver Naesen           |           |
| 2018 | Dimitri Claeys         | André Greipel            | Oscar Riesebeek         |           |
| 2019 | Mike Teunissen         | Amund Grøndahl Jansen    | Jens Keukeleire         |           |
| 2020 | cancelada              | cancelada                | cancelada               | cancelada |
| 2021 | cancelada              | cancelada                | cancelada               | cancelada |
| 2022 | Philippe Gilbert       | Oliver Naesen            | Jake Stewart            |           |
| 2023 | Romain Grégoire        | Kasper Asgreen           | Cees Bol                |           |
| 2024 | Sam Bennett            | Paul Penhoët             | Jenno Berckmoes         |           |
| 2025 | Samuel Watson          | Lewis Askey              | Carlos Canal            |           |

## Palmarés por países
| País         | Victorias |
| ------------ | --------- |
| Francia      | 29        |
| Bélgica      | 24        |
| Países Bajos | 5         |
| Irlanda      | 2         |
| Alemania     | 1         |
| Kazajistán   | 1         |
| Dinamarca    | 1         |
| Suecia       | 1         |
| Italia       | 1         |
| Portugal     | 1         |
| Suiza        | 1         |
| Lituania     | 1         |
| Reino Unido  | 1         |